# 科姆索莫利斯科耶湖 (列寧格勒州)
60°47′N 30°4′E / 60.783°N 30.067°E
科姆索莫利斯科耶湖（俄语：Комсомольское），是俄羅斯的湖泊，位於該國西北部，由列寧格勒州負責管轄，長14公里、寬2公里，面積24.6平方公里，海拔高度14.9米，集水區面積399平方公里，最大水深19.6米。